# Mario Giacinto Peracca

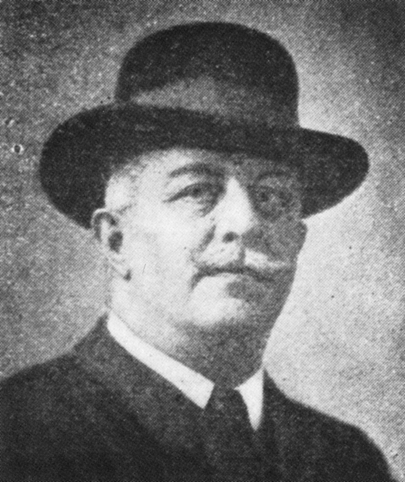
Mario Giacinto Peracca (1861–1923)

Mario Giacomo Peracca (* 21. November 1861 in Turin; † 23. Mai 1923 ebenda) war ein italienischer Herpetologe.

## Leben und Wirken
Peraccas Interesse für Zoologie wurde durch seinen Vater geweckt, der ein Amateurornithologe war. Er begann ein Medizinstudium an der Universität Turin, wechselte kurz darauf jedoch zur Zoologie. Unter der Leitung des Zoologen Michele Lessona, Autor mehrerer Monographien über die italienische Herpetofauna, erlangte Peracca 1886 seinen Doktortitel. In seiner Anfangszeit als Student war Peracca Assistent von Lessona und 1887 wurde er wissenschaftlicher Assistent am Zoologischen Institut der Universität Turin. Diesen Posten hatte er inne, bis Lorenzo Camerano die Direktorenschaft von Lessona übernahm. Camerano war ebenfalls einer der führenden italienischen Herpetologen, der von 1883 bis 1891 die erste moderne Monographie über die Amphibien und Reptilien Italiens in fünf Bänden veröffentlichte. Bis zu seinem Ausscheiden im Jahr 1920 war Peracca Kurator der herpetologischen Sammlung des Zoologischen Instituts. Er vergrößerte die Sammlung über den Kauf von Proben von Sammlern aus aller Welt oder über den Tausch mit anderen Museen. Viele Exemplare kamen auch von seinem Landsitz, wo er ein großes, klimatisiertes Vivarium mit üppigen tropischen Pflanzen errichten ließ. Hier hielt er sich Galapagosschildkröten, Riesensalamander sowie einheimische und exotische Arten. Peracca betrieb Studien über lebende Tiere, von denen die meisten jedoch nie veröffentlicht wurden. Obwohl Peracca adelig war, führte er ein bescheidenes Leben. Seinen Reichtum stiftete er der zoologischen Forschung.
Peracca verband eine enge Freundschaft mit George Albert Boulenger. Von 1886 bis 1917 veröffentlichte er etwa 55 Fachartikel, die sich nahezu alle mit der Herpetologie beschäftigten. Einige sind über italienische Arten, der überwiegende Teil beschreibt die Sammlungen, die er aus Südamerika und Afrika, einschließlich Madagaskar, dem Nahen Osten, China und Australien erhalten hatte. Peracca beschrieb mindestens 27 Reptilien- und mehrere Amphibienarten. Seine Sammlungen stiftete er dem Zoologischen Institut der Universität Turin.

## Dedikationsnamen
George Albert Boulenger ehrte Perraca im Epitheton der folgenden Arten: Mantidactylus peraccae, Anolis peraccae und Lepidoblepharis peraccae.

## Schriften (Auswahl)
- Descrizione di nuove specie di Rettili e Anfibi di Madagascar, 1892.
- Viaggio del Dr. Enrico Festa nella Repubblica dell’Ecuador e regioni vicine. VI. Rettili, 1897.
- Viaggio del Dr. Enrico Festa nell’Ecuador e regioni vicine. Rettili ed. Anfibi, 1904